# Конселиче
Конселиче је насеље у Италији у округу Равена, региону Емилија-Ромања.
Према процени из 2011. у насељу је живело 4486 становника. Насеље се налази на надморској висини од 6 м.

## Становништво
| 1951. | 1961.  | 1971. | 1981. | 1991. | 2001. | 2011. |
| ----- | ------ | ----- | ----- | ----- | ----- | ----- |
| 9.598 | 10.033 | 9.758 | 9.660 | 9.075 | 8.822 | 9.837 |